# Philibertia castillonii
Philibertia castillonii är en oleanderväxtart som först beskrevs av Miguel Lillo, och fick sitt nu gällande namn av Goyder. Philibertia castillonii ingår i släktet Philibertia och familjen oleanderväxter. Inga underarter finns listade i Catalogue of Life.